# Liste der Naturdenkmale in Gornau/Erzgeb.
Die Liste der Naturdenkmale in Gornau/Erzgeb. nennt die Naturdenkmale in Gornau/Erzgeb. im sächsischen Erzgebirgskreis.

## Definition
„Naturdenkmäler sind rechtsverbindlich festgesetzte Einzelschöpfungen der Natur oder entsprechende Flächen bis zu fünf Hektar, deren besonderer Schutz erforderlich ist
1. aus wissenschaftlichen, naturgeschichtlichen oder landeskundlichen Gründen oder
2. wegen ihrer Seltenheit, Eigenart oder Schönheit.“

„§ 18 – Naturdenkmäler – (zu § 28 BNatSchG)
(1) Die Erklärung nach § 22 Abs. 1 BNatSchG von Teilen von Natur und Landschaft als Naturdenkmal erfolgt durch Rechtsverordnung oder Einzelanordnung.
(2) Über § 28 Abs. 1 BNatSchG hinaus können Naturdenkmäler zur Sicherung von Lebensgemeinschaften oder Lebensstätten von im Bestand gefährdeten oder streng geschützten Arten festgesetzt werden.“

## Liste
Link zu einem Kartenansichtstool, um Koordinaten zu setzen.
| Bild | Bezeichnung  | Lage                                        | Beschreibung        | Datum                                                        | Nummer     |
| ---- | ------------ | ------------------------------------------- | ------------------- | ------------------------------------------------------------ | ---------- |
| BW   | Hohler Stein | Dittmannsdorf (50° 46′ 50″ N, 13° 3′ 20″ O) | Fläche: ca. 1318 m² | Beschluss des Rates des Kreises Flöha Nr. 161 vom 02.12.1976 | 364.23-097 |